# Comuna Zelenîi Hai, Vasîlkivka
Zelenîi Hai (în ucraineană Зелений Гай) este o comună în raionul Vasîlkivka, regiunea Dnipropetrovsk, Ucraina, formată din satele Dovhe, Hvîli, Kopani, Krutenke, Novoandriivka, Taranove și Zelenîi Hai (reședința).

## Demografie
Componența lingvistică a satului Zelenîi Hai
     Ucraineană (93,71%)
     Rusă (6,07%)
     Alte limbi (0,16%)
Conform recensământului din 2001, majoritatea populației satului Zelenîi Hai era vorbitoare de ucraineană (93,71%), existând în minoritate și vorbitori de rusă (6,07%).